# Wilhelm Wendt
Wilhelm Wendt, född 16 januari 1854 i Burlövs socken, Malmöhus län, död 9 september 1924 i Perstorps församling, Kristianstads län, var en svensk entreprenör.
Wilhelm Wendt var son till Carl Wendt, som på 1860-talet köpte en skogs- och jordbruksfastighet i Gustafsborg, 4 kilometer från centralorten Perstorp, för att bland annat föda upp karp och sälja boktimmer. Wendt växte upp där och utbildade sig till civilingenjör vid Teknologiska Institutet i Stockholm och i Tyskland och Frankrike. Bland annat studerade han hur bok kunde utnyttjas som råvara för framställning av olika produkter.
År 1881 grundade han företaget Stensmölla Kemiska Tekniska Industri, senare namnändrat till Skånska Ättikfabriken AB, i Perstorp. Där tillverkades ättika, tjära, träkol och träsprit. Företaget startade senare också tillverkning av plastprodukter av företagets egenutvecklade isolit, som liknade bakelit, och högtryckslaminat. Det blev börsnoterat 1970 och bytte namn till Perstorp AB.
Wilhelm Wendt omkom 1924 vid en olycka i en av företagets fabriker. Han var gift med Minna Pauly (1870–1948) och hade 12 barn, varav den äldste sonen Otto Wendt, som övertog ledningen för företaget efter hans död, samt konstnären Maria Wendt och silversmeden Wilhelmina Wendt.
Makarna Wendt är begravda på Perstorps gamla kyrkogård.